# Janez Škofic
Janez Škofic, slovenski nabožni pisatelj,  * 22. december 1821, Brdo pri Lukovici, † 30. april 1871, Suhor.
Rodil se je očetu Janezu st. in materi Barbari (rojena Mlakar). V Ljubljani je obiskoval latinske šole, študiral je filozofijo in teologijo. Bil je kaplan  v Hrenovicah, Črmošnjicah in Toplicah ter župnik v  Suhorju  do svoje smrti. 
Zasnoval je delo Razlaganje krščanskega nauka, ki je izhajalo v Celovcu v letih 1864–1876 kot dodatek Svetega pisma. Škofičevo delo je nadaljeval Janez Volčič.
Bil je tudi sadjar, vinogradnik in svilorejec.

## Delo
- Janez Škofic in Janez Volčič, Razlaganje keršanskega katoliškega nauka; J. & F. Leon, Celovec, 1864–1876.(COBISS)
- Janez Škofic, Sveti Jožef, naš varh in pomočnik v življenju in ob smerti ali Šmarnice v čast Jezusu, Mariji in svetemu Jožefu; J.Blaznik, Ljubljana, 1867. (COBISS)